# Counting Down the Days
Counting Down The Days är ett musikalbum från 2005 som är Natalie Imbruglias tredje.

## Låtlista
1. Starting Today
2. Shiver
3. Satisfied
4. Counting Down The Days
5. I Won't Be Lost
6. Slow Down
7. Sanctuary
8. Perfectly
9. On The Run
10. Come On Home
11. When You're Sleeping
12. Honeycomb Child

## Singlar
1. "Shiver"
2. "Counting Down the Days"